# ارنست بوشنر
ارنست ویلهلم بوشنر (آلمانی: Ernst Büchner؛ ۱۸ مارس ۱۸۵۰ – ۲۵ آوریل ۱۹۲۴) یک شیمی‌دان اهل آلمان بود.